# Marynarka 600 okrętów

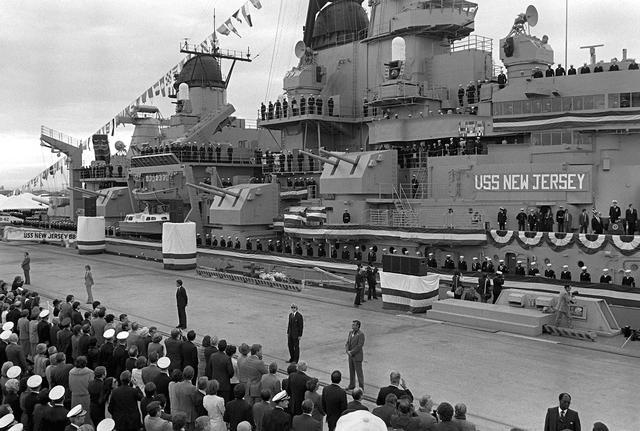
Prezydent Ronald Reagan przemawia podczas ceremonii przywrócenia do służby pancernika USS "New Jersey"

Marynarka 600 okrętów (ang. 600-Ship Navy) – plan strategiczny Marynarki Wojennej Stanów Zjednoczonych, wprowadzony w latach 80. XX wieku mający na celu odbudowę floty wojennej po cięciach jakie nastąpiły po zakończeniu wojny wietnamskiej. Plan, oryginalnie opracowany przez liderów Partii Republikańskiej, był ważną platformą polityczną Ronalda Reagana w czasie wyborów prezydenckich w 1980 roku. Przyszły prezydent opowiadał się za zwiększeniem sił zbrojnych i strategiczną konfrontacją ze Związkiem Socjalistycznych Republik Radzieckich.
Program zakładał:
- przywrócenie do służby pancerników typu Iowa
- utrzymanie w służbie starszych okrętów
- budowie większej liczby nowych jednostek.

Plan ten był wspierany przez współpracowników Reagana Johna Lehmana – Sekretarza Marynarki Wojennej i Caspara Weinbergera – Sekretarza Obrony.

## Podłoże
Idea stojąca za planem stworzenia 600-okrętowej Marynarki Wojennej sięga czasów wojny wietnamskiej. Podczas jej trwania, jak to ma zazwyczaj miejsce podczas działań wojennych, cztery rodzaje wojsk: Armia, Marynarka Wojenna, Piechota Morska i Siły Powietrzne gwałtownie zwiększyły swoje rozmiary, aby sprostać stawianym przed nimi wymaganiom.
Wraz z końcem wojny rząd amerykański zredukował wydatki na wojsko. W 1978 roku admirał James Holloway stwierdził, że amerykańska marynarka wojenna ma bardzo małą przewagę nad swoim radzieckim odpowiednikiem. ZSRR, który wspierał Północny Wietnam, zaczął korzystać z byłych baz amerykańskich w Południowym Wietnamie, dzięki czemu radzieckie okręty mogły operować na wszystkich oceanach świata z dużo większą łatwością mogąc osiągać nawet Zatokę Meksykańską. Ponadto liczebność radzieckich sił pancernych, lotniczych i piechoty na terenie Europie Wschodniej również wzrosła.
Ostatecznie w 1979 roku, zajęcie przez Iran amerykańskiej ambasady, wzięcie zakładników, oraz fiasko akcji odbicia zakładników, pokazało, że amerykańskie zdolności militarne zostały znacznie ograniczone.

## Plan Reagana
Wydarzenia powyższe zbiegły się z wyborami prezydenckimi w Stanach Zjednoczonych w 1980 roku. Ronald Reagan, członek Partii Republikańskiej, uczestniczył w wyścigu na stanowisko prezydenta głosząc hasła wzmocnienia sił zbrojnych, co współgrało z ówczesnymi lękami wobec siły militarnej ZSRR. Także podczas następnej kampanii w 1984 roku opierał się na podobnych hasłach, co było szczególnie widoczne w czasie spotu reklamowego "Niedźwiedź w lesie", w trakcie którego używając niedźwiedzia jako symbolu ZSRR, zadawał retoryczne pytanie "Czyż nie jest mądre być tak silnym jak niedźwiedź?" (ang. "Isn't it smart to be as strong as the bear?").
W trakcie prezydentury Reagana znacznie wzrosły możliwości przeprowadzenia strategicznych uderzeń odwetowych, zaprojektowano i wprowadzono do służby takie nowe rodzaje uzbrojenia jak samolot bombowy Rockwell B-1 Lancer, transporter opancerzony M2 Bradley i czołg M1 Abrams.

## Plan rozwoju okrętów i systemów uzbrojenia
Marynarka Wojenna zyskała najwięcej na reformach Reagana. Podczas jego rządów ukończono pierwsze okręty podwodne typu Ohio przenoszące balistyczne pociski rakietowe, a budowa lotniskowców typu Nimitz i okrętów podwodnych typu Los Angeles została znacznie przyspieszona. W ramach tego planu, rozpoczęto także program atomowego okrętu podwodnego walki podwodnej typu Seawolf, mającego potwierdzić amerykańską przewagę technologiczną nad Związkiem Radzieckim w zakresie wojny podwodnej. Rewolucyjny system walki Aegis zainstalowano na budowanych i istniejących krążownikach typu Ticonderoga, których tempo budowy również wzrosło. Niektóre lotniskowce zmodernizowano w ramach Programu Przedłużania Okresu Służby (ang. Service Life Extension Programs), który miał na celu wydłużenie ich służby czynnej. Stare, ale nadal użyteczne pancerniki typu Iowa zostały ponownie włączone do służby i przezbrojone w nowe rodzaje uzbrojenia (RGM-84 Harpoon, BGM-109 Tomahawk i Phalanx CIWS), co znacznie podniosło ich zdolności ofensywne i defensywne, natomiast gruby pancerz uodparniał je przeciw pociskom typu MM38 Exocet, które dowiodły swej skuteczności podczas wojny o Falklandy-Malwiny. Pierwsze Harpoony, Tomahawki i pociski rakietowe AGM-88 HARM zostały wtedy po raz pierwszy wykorzystane jako broń okrętowa. Lotnictwo morskie zostało wzmocnione wraz z wprowadzeniem samolotów myśliwsko-szturmowych McDonnell Douglas F/A-18 Hornet, unowocześnionej wersji samolotów walki elektronicznej Northrop Grumman EA-6B Prowler, szturmowych Grumman A-6 Intruder i myśliwców pokładowych Grumman F-14 Tomcat.
Nowoczesna broń i technologia pomogły wzmocnić pozycję podczas zimnej wojny, oraz umożliwiły zmianę strategii. Wcześniej głównym zadaniem floty amerykańskiej była pasywna obrona wybrzeży Stanów Zjednoczonych i ochrona morskich linii komunikacyjnych pomiędzy Ameryką Północną a Europą. Admirał Thomas Hayward, a później admirał James Watkins argumentowali, że Marynarka Wojenna powinna pełnić aktywniejszą rolę i móc ofensywnie działać na wodach europejskich i bliskowschodnich, co zmusiłoby ZSRR do jednoczesnych zmagań na dwóch frontach, czyli niekorzystnej sytuacji strategicznej.
Watkins i Lehman, który byli bardzo sprawni w kontaktach z prasą, przekonali rząd i Kongres do konieczności posiadania "Marynarki 600 okrętów". Pomimo tego, że wiele planów nie ukończono, w 1990 Marynarka Wojenna Stanów Zjednoczonych była największa na świecie, składająca się z 15 bojowych grup lotniskowców (ang. carrier battle group), 4 bojowych grup okrętów liniowych (ang. battleship battle group) i ponad 100 okrętów podwodnych.

## Zakończenie planu
Presja wywierana na Kongres, aby zmniejszyć deficyt budżetowy, spowodowała wprowadzenie ograniczeń wydatków na obronność. Weinberger walczył z Kongresem od 1986 roku o zmniejszenie cięć, ale między innymi z powodu afery Iran-Contras musiał ustąpić ze stanowiska w 1987 roku, na rzecz bardziej pragmatycznego Franka Carlucciego. Następcą Lehmana na stanowisku Sekretarza Marynarki był James Webb, który pozostał zdeklarowanym zwolennikiem dużej floty i nie zgadzał się z Carluccim w sprawie cięć budżetu marynarki na równi z innymi rodzajami wojsk amerykańskich. Webb wolał zrezygnować niż zgodzić się na zredukowanie floty o 16 fregat. W "Dziennikach Reagana" ówczesny prezydent pisał na temat rezygnacji Webba z dnia 22 lutego 1988 roku: "Obecny Sekretarz Webb zrezygnował z powodu cięć budżetowych. Nie uważam aby marynarka wojenna żałowała jego odejścia."
Po upadku ZSRR na początku lat 90. XX wieku i braku znaczących zagrożeń dla Stanów Zjednoczonych, wiele założeń i planów administracji Reagana, takich jak plan "Marynarki 600 okrętów", zostało zmniejszonych lub porzuconych. Bazy amerykańskie w Europie i w Stanach Zjednoczonych zostały stopniowo demilitaryzowane i zamykane, działalność innych zawieszono. W Marynarce Wojennej zaniechanie planu spowodowało wycofanie ze służby kilku starych lotniskowców, przesunięcie do rezerwy wszystkich czterech pancerników typu Iowa i rezygnację z dalszej budowy okrętów podwodnych typu Seawolf. Z planowanych 29 jednostek zbudowano tylko 3.